# СЕС Прогресівка
СЕС Прогресівка — сонячна електростанція у селі Прогресівка Миколаївської області. Проєктна потужність складає 148 МВт. Складається з трьох полів сонячних панелей («ПіВі Прогресівка-Альфа», «ПіВі Прогресівка-Бета», «ПіВі Прогресівка-Гамма»), підвищувальної підстанції 35/110 кВ та магістральної підстанції «Прогресівка» 330 кВ, що забезпечує видачу потужності в енергосистему.

## Будівництво
Будівництво СЕС у селі Прогресівка розпочали 2019 року. Інвестиції склали 124 млн дол.: керівна компанія «Scatec Solar» — 35 %, компанія «PowerChina Guizhou Engineering» — 65 %.
СЕС планували запустити в першій половині 2020 року. 14 січня НКРЕКП надала ліцензії на виробництво електроенергії загальною потужністю 147,74 МВт. Станом на кінець 2020 року будівництво СЕС фактично завершене, але через незакінчені роботи з будівництва підстанції та ліній електропередач, які забезпечать приєднання СЕС до енергосистеми, запуск перенесений на 2021 рік.

## Структура
СЕС Прогресівка складається з трьох полів сонячних електростанцій, що належать:
- ТОВ «Піві Прогресівка-Альфа» потужністю 19,344 МВт.
- ТОВ «Піві Прогресівка-Бета» — 71,107 МВт.
- ТОВ «Піві Прогресівка-Гамма» — 57,288 МВт.

Центром збору потужності СЕС є підвищувальна підстанція 35/110 кВ, обладнана двома трансформаторами потужністю 80 МВА. Підстанція передає потужність по одній дволанковій ЛЕП напругою 110 кВ.

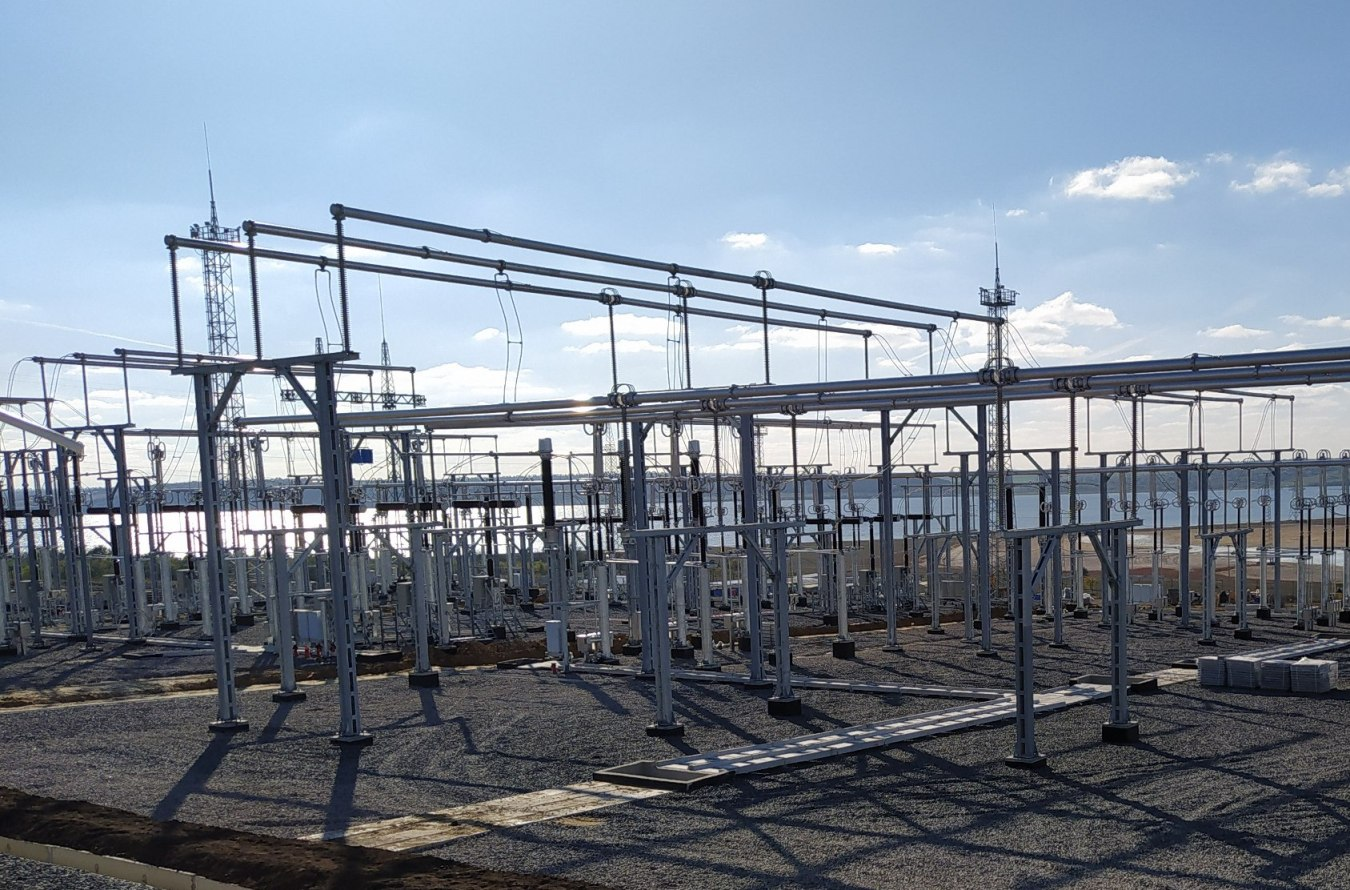
Відкрите розподільче влаштування напругою 330 кВ ПС Прогресівка

Підстанція Прогресівка напругою 330 кВ до складу СЕС не входить і належить НЕК «Укренерго», збудована у комплексі з нею для приєднання СЕС до енергосистеми. На ПС 330 кВ Прогресівка підключено дві ЛЕП 330 кВ від ПС Трихати та ПС Аджалик та дві лінії 110 кВ від підстанції 35/110 кВ СЕС. ПС Прогресівка обладнана двома автотрансформаторами 330/110/35 кВ потужністю 125 МВА.